# Sandkås Odde
Sandkås Odde är en udde på ön Bornholm i Danmark.   Den ligger i Region Hovedstaden,180 km öster om Köpenhamn. På udden ligger Svaneke fyr. Närmaste större samhälle är Nexø, 8 km söder om Sandkås Odde. 